# Caluquembe
Caluquembe är en ort i Angola.   Den ligger i provinsen Huíla, i den västra delen av landet, 600 kilometer söder om huvudstaden Luanda. Caluquembe ligger 1 699 meter över havet och antalet invånare är 30 300.